# Projekt 57
Projekt 57bis či třída Krupnyj byla třída torpédoborců sovětského námořnictva z doby studené války. V letech 1957–1962 bylo postaveno celkem osm jednotek této třídy. Jejich specializací byl boj proti hladinovým lodím. Všechny torpédoborce byly během služby přestavěny na standard Projekt 57A (třída Kanin). Tato modernizovaná verze byla určena především k ničení vzdušných cílů a ponorek. Všechny byly vyřazeny v letech 1987–1993. Bojkij byl ztracen dříve, když najel na mělčinu a převrátil se u norského pobřeží.

## Stavba
Stavba této třídy byla zahájena roku 1957 a probíhala až do roku 1962. Postaveno bylo osm jednotek, přičemž devátá jednotka Chrabryj byla spuštěna na vodu, ale poté se v její stavbě nepokračovalo.
Jednotky projektu 57:
| Jméno      | Založený kýlu | Spuštěna           | Vstup do služby    | Status                                                            |
| ---------- | ------------- | ------------------ | ------------------ | ----------------------------------------------------------------- |
| Gněvnyj    | 1957          | 30. listopadu 1958 | 23. srpna 1960     | Vyřazen 1988.                                                     |
| Gremjaščij | 1958          | 30. dubna 1959     | 19. prosince 1960  | Vyřazen 1991.                                                     |
| Upornyj    | 1958          | 14. října 1958     | 20. prosince 1960  | Vyřazen 1993.                                                     |
| Žgučij     | 1958          | 14. října 1959     | 3. ledna 1961      | Vyřazen 1987.                                                     |
| Gordyj     | 1959          | 24. května 1960    | 15. listopadu 1961 | Vyřazen 1987.                                                     |
| Bojkij     | 1959          | 15. prosince 1959  | 14. října 1961     | Vyřazen 1988, najel na mělčinu a převrátil se u norského pobřeží. |
| Zorkij     | 1959          | 30. dubna 1960     | 14. října 1960     | Vyřazen 1993.                                                     |
| Děrzkij    | 1959          | 4. března 1960     | 12. ledna 1962     | Vyřazen.                                                          |
| Chrabryj   | 1959          | 1961               | –                  | Stavba zrušena, sešrotován.                                       |

## Konstrukce

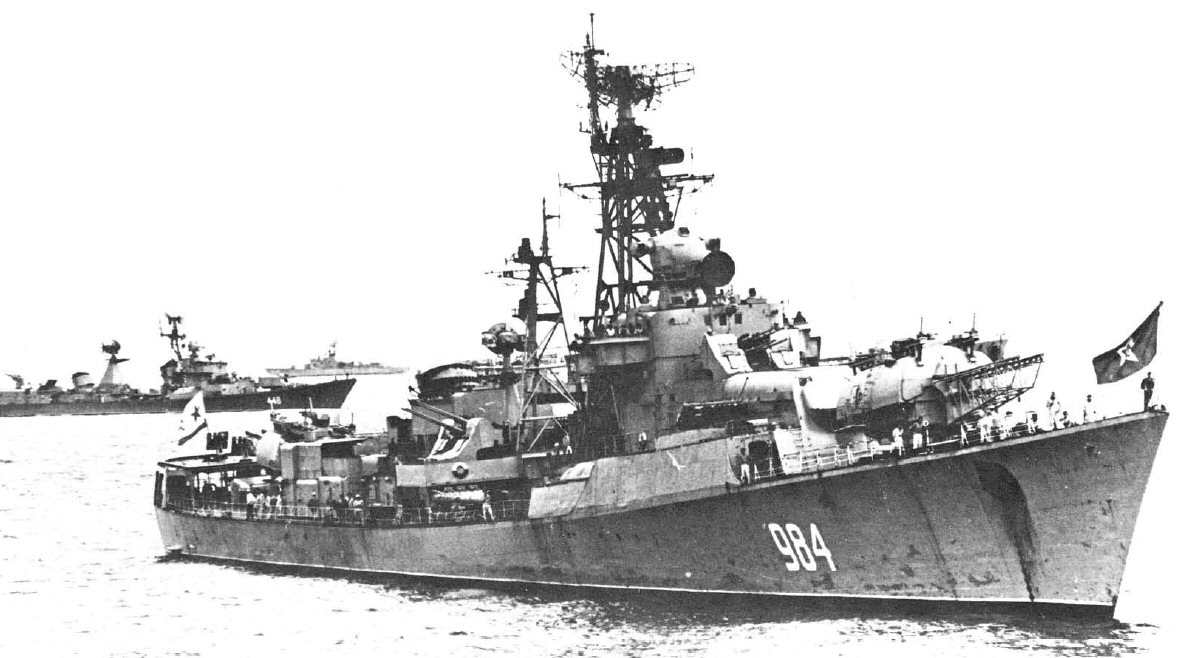
Původní verze Projekt 57bis

### Projekt 57
Hlavní útočnou výzbroj torpédoborců tvořila dvě odpalovací zařízení protilodních střel KSŠ (v kódu NATO SS-N-1) se zásobou 18 střel. K napadání hladinových lodí sloužily také dva trojhlavňové 533mm torpédomety. Hlavňovou výzbroj tvořily čtyři dělové věže se čtyřčaty ráže 57 mm. K ničení ponorek sloužily dva ručně nabíjené raketové vrhače hlubinných pum RBU-2500. Pohonný systém tvořily dvě parní turbíny a čtyři kotle. Výkon 72 000 hp. Nejvyšší rychlost dosahovala 33 uzlů.

### Projekt 57A

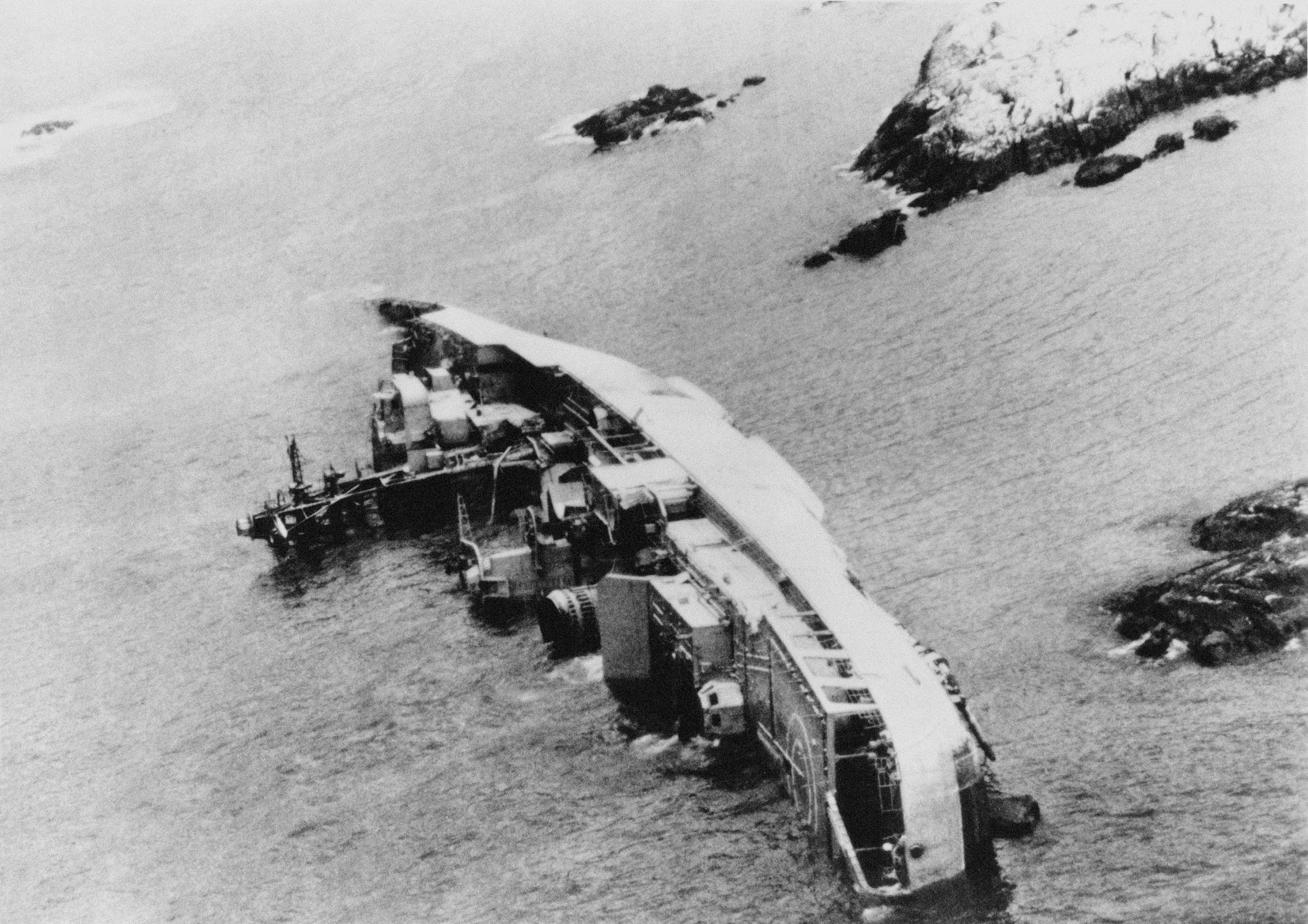
Bojkij zničený v roce 1988 u norského pobřeží

V letech 1968–1975 byly tyto torpédoborce výrazně přestavěny, přičemž jejich zaměření se změnilo na protiletadlový a protiponorkový boj. Dostaly modernější výzbroj a plošinu pro přistání vrtulníku (Ka-15, později Ka-25). Chyběl však hangár. Na místo střel KSŠ bylo instalováno dvojité vypouštěcí zařízení protiletadlových střel M-1 Volna (v kódu NATO SA-N-1) se zásobou 32 kusů. Počet 57mm kanónů se snížil na osm kusů ve dvou příďových věžích, přičemž sekundární hlavňovou výzbroj tvořilo osm obranných systémů AK-230 s 30mm dvojkanóny po stranách komínu. K ničení ponorek sloužily tři nové automatické raketové vrhače hlubinných pum RBU-6000. Počet torpédometů se zvýšil na 10 hlavní ráže 533 mm.